# Mistrzostwa Świata w Koszykówce Mężczyzn 2014/Grupa C

## Wyniki

### 1 kolejka
| 30 sierpnia 201412:30 | Ukraina                                                           | 72:62(12:13, 15:14, 21:13, 24:22) | Dominikana                                                         | Bizkaia Arena, Barakaldo Sędzia: Milivoje Jovcic, Matej Boltauzer, Alejandro Chiti |
| 30 sierpnia 201412:30 | Pkt:Eugene Jeter 15 Zb:Krawcow, Kornyenko po 7 As:Serhij Hładyr 3 | 72:62(12:13, 15:14, 21:13, 24:22) | Pkt:Francisco García 18 Zb:Baez, Vargas po 9 As:Francisco García 4 | Bizkaia Arena, Barakaldo Sędzia: Milivoje Jovcic, Matej Boltauzer, Alejandro Chiti |

| 30 sierpnia 201416:00 | Nowa Zelandia                                           | 73:76(17:8, 21:20, 18:24, 17:24) | Turcja                                                        | Bizkaia Arena, Barakaldo Sędzia: Cristiano Maranho, Joseph Bissang, Ferdinand Pascual |
| 30 sierpnia 201416:00 | Pkt:Corey Webster 22 Zb:Mika Vukona 8 As:Lindsay Tait 3 | 73:76(17:8, 21:20, 18:24, 17:24) | Pkt:Oğuz Savaş 16 Zb:Emir Preldžić 6 As:Preldžić, Hersek po 3 | Bizkaia Arena, Barakaldo Sędzia: Cristiano Maranho, Joseph Bissang, Ferdinand Pascual |

| 30 sierpnia 201421:30 | Stany Zjednoczone                                              | 114:55(31:16, 29:2, 29:21, 25:16) | Finlandia                                                     | Bizkaia Arena, Barakaldo Sędzia: Miguel Perez Perez, Arnaud Kom Njilo, Alejandro Sanchez |
| 30 sierpnia 201421:30 | Pkt:Klay Thompson 18 Zb:DeMarcus Cousins 10 As:Stephen Curry 5 | 114:55(31:16, 29:2, 29:21, 25:16) | Pkt:Koponen, Huff po 12 Zb:Erik Murphy 7 As:Petteri Koponen 4 | Bizkaia Arena, Barakaldo Sędzia: Miguel Perez Perez, Arnaud Kom Njilo, Alejandro Sanchez |

### 2 kolejka
| 31 sierpnia 201412:30 | Dominikana                                                         | 76:63(14:16, 20:11, 17:23, 25:13) | Nowa Zelandia                                                                    | Bizkaia Arena, Barakaldo Sędzia: Miguel Perez Perez, Matej Boltauzer, Arnaud Kom Njilo |
| 31 sierpnia 201412:30 | Pkt:Francisco García 29 Zb:Eulis Baez 9 As:Coronado, Feldeine po 4 | 76:63(14:16, 20:11, 17:23, 25:13) | Pkt:Thomas Ambercrombie 22 Zb:Kirk Penney 5 As:Penney, Vukona, Loe, Webster po 3 | Bizkaia Arena, Barakaldo Sędzia: Miguel Perez Perez, Matej Boltauzer, Arnaud Kom Njilo |

| 31 sierpnia 201416:00 | Finlandia                                                   | 81:76(20:22, 15:15, 22:15, 24:24) | Ukraina                                                        | Bizkaia Arena, Barakaldo Sędzia: Cristiano Maranho, Milivoje Jovcic, Ferdinand Pascual |
| 31 sierpnia 201416:00 | Pkt:Shawn Huff 23 Zb:Huff, Murphy po 8 As:Petteri Koponen 9 | 81:76(20:22, 15:15, 22:15, 24:24) | Pkt:Eugene Jeter 24 Zb:Wiajczesław Krawcow 8 As:Eugene Jeter 9 | Bizkaia Arena, Barakaldo Sędzia: Cristiano Maranho, Milivoje Jovcic, Ferdinand Pascual |

| 31 sierpnia 201421:30 | Turcja                                              | 77:98(16:16, 24:19, 20:31, 17:32) | Stany Zjednoczone                                           | Bizkaia Arena, Barakaldo Sędzia: Alejandro Chiti, Joseph Bissang, Alejandro Sanchez |
| 31 sierpnia 201421:30 | Pkt:Cenk Akyol 12 Zb:Ömer Aşık 8 As:Emir Preldžić 5 | 77:98(16:16, 24:19, 20:31, 17:32) | Pkt:Kenneth Faried 22 Zb:Kenneth Faried 8 As:James Harden 7 | Bizkaia Arena, Barakaldo Sędzia: Alejandro Chiti, Joseph Bissang, Alejandro Sanchez |

### 3 kolejka
| 2 września 201415:00 | Ukraina                                                            | 64:58(13:13, 12:13, 16:13, 23:19) | Turcja                                                    | Bizkaia Arena, Barakaldo Sędzia: Miguel Perez Perez, Alejandro Chiti, Alejandro Sanchez |
| 2 września 201415:00 | Pkt:Ołeksandr Miszuła 19 Zb:Wjaczesław Krawcow 7 As:Eugene Jeter 6 | 64:58(13:13, 12:13, 16:13, 23:19) | Pkt:Ömer Aşık 16 Zb:Ömer Aşık 20 As:Preldžić, Hersek po 3 | Bizkaia Arena, Barakaldo Sędzia: Miguel Perez Perez, Alejandro Chiti, Alejandro Sanchez |

| 2 września 201417:30 | Stany Zjednoczone                                           | 98:71(27:20, 30:15, 18:19, 23:17) | Nowa Zelandia                                                    | Bizkaia Arena, Barakaldo Sędzia: Milivoje Jovcic, Matej Boltauzer, Ferdinand Pascual |
| 2 września 201417:30 | Pkt:Anthony Davis 21 Zb:Kenneth Faried 11 As:James Harden 4 | 98:71(27:20, 30:15, 18:19, 23:17) | Pkt:BJ Anthony 11 Zb:Vukona, Ambercrombie po 5 As:Lindsay Tait 3 | Bizkaia Arena, Barakaldo Sędzia: Milivoje Jovcic, Matej Boltauzer, Ferdinand Pascual |

| 2 września 201421:30 | Finlandia                                                   | 68:74(15:16, 17:25, 18:19, 18:14) | Dominikana                                               | Bizkaia Arena, Barakaldo Sędzia: Cristiano Maranho, Joseph Bissang, Arnaud Kom Njilo |
| 2 września 201421:30 | Pkt:Petteri Koponen 23 Zb:Gerald Lee 6 As:Petteri Koponen 9 | 68:74(15:16, 17:25, 18:19, 18:14) | Pkt:Eloy Vargas 18 Zb:Eloy Vargas 13 As:James Feldeine 6 | Bizkaia Arena, Barakaldo Sędzia: Cristiano Maranho, Joseph Bissang, Arnaud Kom Njilo |

### 4 kolejka
| 3 września 201415:00 | Nowa Zelandia                                        | 73:61(18:19, 18:11, 17:15, 20:16) | Ukraina                                                        | Bizkaia Arena, Barakaldo Sędzia: Cristiano Maranho, Arnaud Kom Njilo, Miguel Perez Perez |
| 3 września 201415:00 | Pkt:Kirk Penney 17 Zb:Isaac Fotu 10 As:Casey Frank 4 | 73:61(18:19, 18:11, 17:15, 20:16) | Pkt:Maksym Kornyenko 15 Zb:Kyryło Natiażko 6 As:Eugene Jeter 6 | Bizkaia Arena, Barakaldo Sędzia: Cristiano Maranho, Arnaud Kom Njilo, Miguel Perez Perez |

| 3 września 201417:30 | Turcja                                                                  | 77:73 (pd.)(10:15, 17:26, 26:18, 15:9, dogr. 9:5) | Finlandia                                                    | Bizkaia Arena, Barakaldo Sędzia: Matej Boltauzer, Milivoje Jovcic, Ferdinand Pascual |
| 3 września 201417:30 | Pkt:Ömer Aşık 22 Zb:Aşık, Gönlüm, Preldžić po 8 As:Güler, Preldžić po 5 | 77:73 (pd.)(10:15, 17:26, 26:18, 15:9, dogr. 9:5) | Pkt:Petteri Koponen 17 Zb:Erik Murphy 6 As:Petteri Koponen 5 | Bizkaia Arena, Barakaldo Sędzia: Matej Boltauzer, Milivoje Jovcic, Ferdinand Pascual |

| 3 września 201421:30 | Dominikana                                                   | 71:106(22:25, 19:31, 11:25, 19:25) | Stany Zjednoczone                                                                   | Bizkaia Arena, Barakaldo Sędzia: Joseph Bissang, Alejandro Chiti, Alejandro Sanchez |
| 3 września 201421:30 | Pkt:Victor Liz 15 Zb:James Feldeine 6 As:Feldeine, Sosa po 4 | 71:106(22:25, 19:31, 11:25, 19:25) | Pkt:Kenneth Faried 16 Zb:Anthony Davis 7 As:Stephen Curry 7 Prz: DeMarcus Cousins 6 | Bizkaia Arena, Barakaldo Sędzia: Joseph Bissang, Alejandro Chiti, Alejandro Sanchez |

### 5 kolejka
| 4 września 201415:00 | Finlandia                                                       | 65:67(12:18, 20:26, 13:13, 20:10) | Nowa Zelandia                                         | Bizkaia Arena, Barakaldo Sędzia: Miguel Perez Perez, Alejandro Chiti, Alejandro Sanchez |
| 4 września 201415:00 | Pkt:Gerald Lee 17 Zb:Lee, Murphy, Salin po 5 As:Teemu Ranniko 7 | 65:67(12:18, 20:26, 13:13, 20:10) | Pkt:Isaac Fotu 18 Zb:Mika Vukona 12 As:Lindsay Tait 5 | Bizkaia Arena, Barakaldo Sędzia: Miguel Perez Perez, Alejandro Chiti, Alejandro Sanchez |

| 4 września 201417:30 | Ukraina                                                                | 75:91(19:14, 13:30, 22:25, 17:26) | Stany Zjednoczone                                         | Bizkaia Arena, Barakaldo Sędzia: Matej Boltauzer, Arnaud Kom Njilo, Ferdinand Pascual |
| 4 września 201417:30 | Pkt:Wjaczesław Krawcow 15 Zb:Maksym Kornyenko 6 As:Ołeksandr Miszuła 4 | 75:91(19:14, 13:30, 22:25, 17:26) | Pkt:James Harden 17 Zb:Kenneth Faried 8 As:Kyrie Irving 6 | Bizkaia Arena, Barakaldo Sędzia: Matej Boltauzer, Arnaud Kom Njilo, Ferdinand Pascual |

| 4 września 201421:30 | Turcja                                                      | 77:64(14:13, 27:10, 19:18, 17:23) | Dominikana                                                    | Bizkaia Arena, Barakaldo Sędzia: Cristiano Maranho, Joseph Bissang, Milivoje Jovcic |
| 4 września 201421:30 | Pkt:Oğuz Savaş 15 Zb:Ömer Aşık 10 As:Preldžič, Tunçeri po 5 | 77:64(14:13, 27:10, 19:18, 17:23) | Pkt:Francisco García 18 Zb:Jack Martinez 9 As:Juan Coronado 6 | Bizkaia Arena, Barakaldo Sędzia: Cristiano Maranho, Joseph Bissang, Milivoje Jovcic |